# Obizzo II d'Este
Obizzo II d'Este (Napoli o Puglia, tra il 1247 e il 1252 – 20 gennaio o 13 febbraio 1293) è stato signore di Ferrara, della Marca Anconitana e di Este.
Fu proclamato signore a vita di Ferrara nel 1264, signore di Modena nel 1288 e di Reggio Emilia nel 1289. Con la sua acclamazione si concluse il periodo comunale a Ferrara e iniziò la signoria.

## Biografia

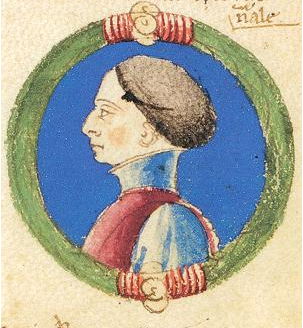
Rinaldo I d'Este

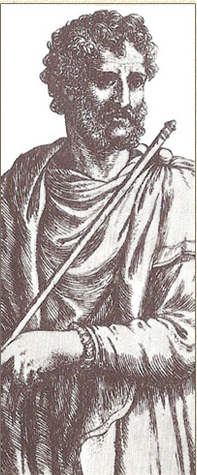
Obizzo II d'Este

Obizzo, figlio naturale di Rinaldo I d'Este, per volere di Azzo VII d'Este fu legittimato da papa Innocenzo IV.
Nel 1264, alla morte di Azzo VII, Obizzo, ormai sconfitti nella lotta per il potere i Salinguerra, affermò la sua supremazia sulla città di Ferrara, dando inizio alla signoria ferrarese.

### Signore di Ferrara e Modena
In principio le famiglie ostili agli Este contestarono le origini illegittime di Obizzo e a Ferrara tentarono di opporsi alla sua ascesa al potere, ma grazie all'appoggio di molte città guelfe, tra cui Modena e Reggio Emilia, e al considerevole appoggio politico dell'arcivescovo di Ravenna, Filippo Fontana, nel 1265, durante un'assemblea pubblica in piazza, Obizzo venne proclamato signore perpetuo di Ferrara. A Modena, dopo l'insediamento ufficiale, avvenuto nel 1289, Obizzo II fece costruire il castello, prima residenza ducale degli Estensi, ampliato e riadattato quasi quattro secoli più tardi, nel 1643, dal duca Francesco I d'Este.
Obizzo II, una volta insediatosi al potere, permise ai guelfi esiliati di rientrare in città, mantenendo in esilio solo i discendenti della famiglia Grasolfi, che erano a capo della parte ghibellina. Obizzo II si rivelò abile nel mantenere il potere e nell'ingraziarsi il popolo, conquistando, dopo Ferrara e Modena, anche la città di Reggio. Nel 1290, ormai a capo di un vasto territorio, Obizzo II fu in grado di organizzare una compagine di cavalieri da inviare alla crociata in Terrasanta che papa Niccolò IV stava tentando di preparare.

### Morte
Alla sua morte, avvenuta probabilmente per mano del figlio Azzo VIII d'Este nel 1293, si ebbero conflitti per la successione, non avendo Obizzo indicato il suo erede. Le autorità cittadine nominarono Azzo VIII per diritto di primogenitura, ma i fratelli, interpretando la legge longobarda a cui si attenevano gli Este, sostenevano che i possedimenti dovevano essere divisi in modo equo fra i tre figli, e cioè Ferrara ad Azzo VIII, Modena ad Aldobrandino e Reggio Emilia a Francesco.

## Obizzo nella Divina Commedia
(Dante Alighieri, Divina Commedia, Inferno, canto XII, vv. 110-113)
I cronisti dell'epoca non sono affatto concordi sulla sua morte e si trovano tracce della vicenda anche nell'Inferno di Dante Alighieri.
Il poeta fiorentino colloca Obizzo tra i tiranni nel 1º girone dei violenti, sommerso fino agli occhi nel sangue bollente del Flegetonte.
Dante, per bocca del centauro Nesso, fa dire per vero che egli fu ucciso dal figliastro. Questa affermazione, che sa di rivelazione da parte di chi sa come si siano svolti i fatti, parla di un "figliastro", che si può intendere sia come "figlio degenere", sia come figlio illegittimo, accusando ulteriormente Azzo che nel frattempo era succeduto al padre. L'affermazione del poeta è particolarmente coraggiosa poiché Azzo fino al 1308 era in vita e se davvero colpevole e/o illegittimo a regnare egli avrà fatto tutto il possibile per mascherare le carte.
Obizzo è forse citato indirettamente anche nel Canto XVIII, quando Venedico Caccianemico racconta come facesse prostituire sua sorella Ghisolabella presso il marchese di Ferrara, sperando di avere un appoggio politico. Questo passo potrebbe anche riferirsi ad Azzo.

## Discendenza
Sposò in prime nozze Jacopina Fieschi e in seconde nozze Costanza della Scala.
Dalla prima ebbe tre figli:
- Aldobrandino (?-1326), signore di Ferrara dal 1317 al 1326
- Beatrice[6], che sposò prima Nino Visconti, giudice di Gallura, e poi, nel 1300, Galeazzo I Visconti
- Azzo VIII (?-1308), signore di Ferrara dal 1293 al 1308

Dalla seconda ebbe due figli:
- Francesco (?-1312), marchese d'Este
- Maddalena

Obizzo ebbe anche tre figli naturali: Matteo, Francesco e Rinaldo.

## Ascendenza
|                  |   |                    | Genitori             |  |  | Nonni |  |  | Bisnonni       |  |  | Trisnonni     |  |
|                  |   |                    |                      |  |  |       |  |  | Azzo VI d'Este |  |  | Azzo V d'Este |  |
|                  |   |                    |                      |  |  |       |  |  | Azzo VI d'Este |  |  | Azzo V d'Este |  |
|                  |   | …                  |                      |  |  |       |  |  | Azzo VI d'Este |  |  |               |  |
| Azzo VII d'Este  |   |                    |                      |  |  |       |  |  | Azzo VI d'Este |  |  |               |  |
|                  |   | Alice di Châtillon | Rinaldo di Châtillon |  |  |       |  |  |                |  |  |               |  |
|                  |   | Alice di Châtillon | Rinaldo di Châtillon |  |  |       |  |  |                |  |  |               |  |
|                  |   | Alice di Châtillon | Stefania de Milly    |  |  |       |  |  |                |  |  |               |  |
| Rinaldo I d'Este |   | Alice di Châtillon |                      |  |  |       |  |  |                |  |  |               |  |
|                  |   | …                  | …                    |  |  |       |  |  |                |  |  |               |  |
|                  |   | …                  | …                    |  |  |       |  |  |                |  |  |               |  |
|                  |   | …                  | …                    |  |  |       |  |  |                |  |  |               |  |
| Giovanna         |   | …                  |                      |  |  |       |  |  |                |  |  |               |  |
|                  |   | …                  | …                    |  |  |       |  |  |                |  |  |               |  |
|                  |   | …                  | …                    |  |  |       |  |  |                |  |  |               |  |
|                  |   | …                  | …                    |  |  |       |  |  |                |  |  |               |  |
| Obizzo II d'Este |   | …                  |                      |  |  |       |  |  |                |  |  |               |  |
|                  | … | …                  |                      |  |  |       |  |  |                |  |  |               |  |
|                  | … | …                  |                      |  |  |       |  |  |                |  |  |               |  |
|                  | … | …                  |                      |  |  |       |  |  |                |  |  |               |  |
| …                | … |                    |                      |  |  |       |  |  |                |  |  |               |  |
|                  |   | …                  | …                    |  |  |       |  |  |                |  |  |               |  |
|                  |   | …                  | …                    |  |  |       |  |  |                |  |  |               |  |
|                  |   | …                  | …                    |  |  |       |  |  |                |  |  |               |  |
| …                |   | …                  |                      |  |  |       |  |  |                |  |  |               |  |
|                  |   | …                  | …                    |  |  |       |  |  |                |  |  |               |  |
|                  |   | …                  | …                    |  |  |       |  |  |                |  |  |               |  |
|                  |   | …                  | …                    |  |  |       |  |  |                |  |  |               |  |
| …                |   | …                  |                      |  |  |       |  |  |                |  |  |               |  |
|                  |   | …                  | …                    |  |  |       |  |  |                |  |  |               |  |
|                  |   | …                  | …                    |  |  |       |  |  |                |  |  |               |  |
|                  |   | …                  | …                    |  |  |       |  |  |                |  |  |               |  |
|                  |   | …                  |                      |  |  |       |  |  |                |  |  |               |  |